# Roberto Ferreiro
Roberto Oscar Ferreiro (Buenos Aires, 25 aprile 1935 – 20 aprile 2017) è stato un allenatore di calcio e calciatore argentino, di ruolo difensore.

## Carriera

### Club
Esordì nella Primera Division con l'Independiente giocandovi dal 1958 al 1967 e vincendo tre campionati (1960, 1963 e 1967) e due coppe Libertadores (1964 e 1965). Nel 1968 passò al River Plate giocandovi tre stagioni al termine delle quali si trasferì ai colombiani del Millionarios dove chiuse la carriera nel 1971.

### Nazionale
Con la Nazionale di calcio dell'Argentina partecipò al Mondiale di Inghilterra 1966 giocando tutte e quattro le partite. In totale con la maglia albiceleste giocò 20 partite senza gol.

### Allenatore
Debutta da allenatore sulla panchina dei campioni del Sudamerica in carica dell'Independiente, vincendo l'Intercontinentale 1973 contro la Juventus in gara unica 1-0, due Libertadores consecutive (1973 e 1974) e la Coppa Interamericana 1974. Negli anni seguenti allena diverse formazioni in patria, tra cui Quilmes, Lanús e Arsenal Sarandí. Negli anni ottanta vince in due occasioni il campionato di terza divisione argentina, prima con la Nueva Chicago (1981) poi sulla panchina della Villa Dálmine (1988-1989).
Dal 2000 al 2002 è nominato ds del club Rafaela.

## Palmarès

### Giocatore

#### Competizioni nazionali
- Campionato argentino: 3

Independiente: 1960, 1963, 1967

#### Competizioni internazionali
- Coppa Libertadores: 2

Independiente: 1964, 1965

### Allenatore

#### Competizioni nazionali
- Primera B Metropolitana: 2

Nueva Chicago: 1981
Villa Dálmine: 1988-1989

#### Competizioni internazionali
- Coppa Libertadores: 2

Independiente: 1973, 1974
- Coppa Intercontinentale: 1

Independiente: 1973
- Coppa Interamericana: 1

Independiente: 1974